# ジェットブレインズ

2000年から2016年までに使用されていたロゴ

ジェットブレインズ（JetBrains, s.r.o.）は、技術者だったSergey Dmitriev、Valentin Kipiatkov、Eugene Belyaevの3人が2000年に創業した、チェコ共和国の首都プラハに本社を置く技術主導型のソフトウェア開発企業。
研究開発拠点をオランダのアムステルダム、ドイツのミュンヘン、米国マサチューセッツ州のウォルサム等にもっている。以前はロシアのサンクトペテルブルクにも研究開発拠点を有していたが、2022年ロシアのウクライナ侵攻への対応として、ロシアにおける販売及び研究開発、並びにベラルーシにおける販売活動を無期限に停止することが決定されたため、2023年2月21日に閉鎖された。
コンピュータソフトウェア開発の生産性向上を目指した製品を生み出している。
213以上の国に1000万人以上の顧客を持つ。

## 製品
主要製品として、2000年から開発したJava用の統合開発環境 (IDE) であるIntelliJ IDEA、2004年のC#言語用 Microsoft Visual Studio プラグインであるReSharperが有名。Java、JavaScript、TypeScript、Python、PHP、Ruby、Kotlin、Scala、Groovy、Go、Rust、Dart、Mojo、C、C++、Swift、C#、F#、Visual Basic .NETの各言語向け製品およびプラグインを出している。
TeamCity, YouTrackもジェットブレインズの製品。
商品の一覧
- 統合開発環境
  - .NET 以外用
    - IntelliJ IDEA。下記の特化型IDEはそれぞれ IntelliJ IDEA にプラグインを追加することでも利用可能。Java はプラグインなしで対応。
      - PyCharm および Python プラグイン[9]
      - PhpStorm および PHP プラグイン[10]
      - GoLand および Go プラグイン[11]
      - RustRover および Rust プラグイン[12]
      - WebStorm および JavaScript and TypeScript プラグイン[13]
      - RubyMine および Ruby プラグイン[14]
      - DataGrip および Database Tools and SQL プラグイン[15]
      - DataSpell および Big Data Tools プラグイン[16]
      - Aqua および Test Automation プラグイン[17]
      - Kotlin プラグイン[18]
      - Scala プラグイン[19]
      - Groovy プラグイン[20]
      - Dart プラグイン[21]
      - Mojo プラグイン[22]

    - CLion - C/C++ 用。IntelliJ IDEA に対するプラグインでの提供がない。
      - Swift プラグイン[23]

  - .NET 用
    - Rider - IntelliJ IDEA ベースの .NET 用の統合開発環境。C#、Visual Basic .NET、F#、C++/CLI に対応。
    - RiderFlow for Unity - Unity Editor のプラグイン
    - ReSharper - Microsoft Visual Studio のプラグイン
    - ReSharper C++
    - dotCover - カバレッジ
    - dotMemory - メモリ・プロファイラー
    - dotPeek - デコンパイラ
    - dotTrace - パフォーマンス・プロファイラー
- その他
  - Fleet - ソースコードエディタ。Visual Studio Code 由来の言語サーバーが利用可能。
  - Writerside - ドキュメント・オーサリング
  - Grazie - 人工知能による執筆支援
  - TeamCity - CI/CD
  - YouTrack - プロジェクト管理
  - Qodana - コード品質管理
  - Gateway - リモートマシンで統合開発環境を実行
  - Datalore - Jupyter Notebook ベース

その他、Google から Android 用の Android Studio が IntelliJ IDEA ベースで提供されている。

### Kotlin
同社は、OSによらずJava仮想マシン (Java VM) 上で動くオブジェクト指向プログラミング言語Kotlinを、2010年開発開始、2011年7月発表、2012年2月オープンソース化した。

## 関連情報
- CLion
- IntelliJ IDEA
- PyCharm
- Kotlin